# (22481) Zachlynn
1997 GM13 ou 22481 Zachlynn,1997 GM13 = 1994 TM10 (asteroide 22481) é um pequeno corpo celeste, um asteroide da cintura principal. Possui uma excentricidade de 0.10927630 e uma inclinação de 17.64886º.
Este asteroide foi descoberto no dia 3 de abril de 1997 por LINEAR em Socorro. Atualmente já foram feitas 451 observações do mesmo.
Ele possui uma distância mínima da terra de 00 Unidade Astronômica, e leva 4.5197 anos para completar sua órbita ao entorno do sol. Observações recentes mostram que seu diâmetro menos de 1 km